# 합덕읍
합덕읍(合德邑)은 충청남도 당진시의 읍이다. 당진시의 남동부의 중심지이며, 읍행정복지센터는 운산리에 위치하고 있다.

## 개요
- 중세의 합덕은 원래 덕풍현(현재의 덕산면)에 소속된 합덕부곡(合德部曲)인데, 고려 제25대 충렬왕 24년(1298년) 고을사람 환자(宦者) 황석량(黃石良)이 원나라에 간 공이 있어 합덕현(合德縣)으로 승격되었다. 조선 제7대 세조때 폐현이 되어 홍주목(洪州牧)의 합남면(合南面), 합북면(合北面) 2개면이 되었으며, 고종 32년(1895년) 지방관제 개정에 의해서 면천군(沔川郡)에 편입되었다가 1914년 군면폐합에 따라 합덕면(合德面)이라 하여 당진군에 편입되어, 1973년 합덕읍으로 승격되어 현재에 이르고 있다.
- 합덕읍은 삽교호방조제 완공으로 인해 침체기를 맞기 전 국도 32번의 경유지로서 당진에서 천안, 서울 방면으로 진출하기 위한 유일한 길목으로써 지역 경제에 번성을 누렸다.
- 합덕읍 출신인 민종기 군수 당선 이후 군수의 합덕읍 밀어주기와 더불어 합덕을 위시한 당진 남부의 낙후성을 우려한 여론이 공론을 형성하여 본격적으로 합덕읍에 대한 개발이 논의되었다. 그 결과로 합덕일반산업단지와 테크노폴리스 등의 조성이 추진되었다.
- 합덕읍은 단독주택에서 거주하는 식의 거주 방법이 일반적이었으나, 최근 이따른 기업체의 입지로 원룸 건설 붐이 일어나고 있다. 급격히 감소하던 인구는 약 1만 명 선에서 정체되는 수준이다. 도심 규모는 당진동과 비교해 현저하게 작다. 중심지의 도로가 협소하고, 시장과 시내의 구분이 모호하면서, 외곽에 원룸이 많이 지어진 모습 등이 당진동과 유사하다.
- 당진에서의 합덕이 교통의 중심지 역할은 상실했으나 태안, 서산, 당진, 천안, 아산, 대전, 서울 그리고 그 밖의 지역 등 충청권과 수도권과의 접근성이 용이하다.

## 역사
- 1914년 4월 1일 면천군을 당진군에 통합하면서 면천군 합남면(合南面), 합북면(合北面), 비방면(菲芳面)을 합덕면으로 합면하였다.[1] (14리)

1914년의 행정구역과 현재의 행정구역 비교
| 조선총독부령 제111호 |                                               |
| 구 행정구역          | 신 행정구역                                   |
| 당진군 비방면        | 합덕면 도리, 신흥리, 옥금리, 점원리, 합덕리   |
| 당진군 합남면        | 합덕면 대전리, 대합덕리, 성동리, 신리, 신석리 |
| 당진군 합북면        | 합덕면 도곡리, 석우리, 소소리, 운산리         |
- 1973년 7월 1일 합덕면을 합덕읍으로 승격하였다.[3]

## 행정구역
- 도곡리
- 소소리
- 석우리
- 운산리
- 성동리
- 대합덕리
- 대전리
- 신리
- 신석리
- 옥금리
- 도리
- 합덕리
- 점원리
- 신흥리

## 교육 기관
- 초등학교
  - 합덕초등학교
  - 합도초등학교
  - 신촌초등학교
  - 흥덕초등학교 (폐교)
  - 내경초등학교
- 중학교
  - 합덕중학교
  - 합덕여자중학교
  - 서야중학교
- 고등학교
  - 합덕고등학교
  - 서야고등학교
  - 합덕제철고등학교

## 문화 시설
- 당진시립 합덕도서관
- 소들문화회관
- 합덕 청소년 문화의 집(소들문화회관 내)
- 합덕읍민회관
- 당진시남부노인복지회관
- 소들공원
- 합덕수리민속박물관

## 문화재[4]
- 합덕제(合德堤, 충청남도 기념물 제70호) - 합덕리 일원
- 합덕성당(合德聖堂, Hapdeok Catholic Church, 충청남도 기념물 제145호) - 합덕성당2길 16 (합덕리 275)

## 특산물[5]
- 쪽파
- 해나루쌀

## 교통
- 국도 제32호선
- 국도 제40호선
- 지방도 제615호선
- 지방도 제622호선
- 국가지원지방도 제70호선
- 합덕공용버스터미널
- 서해선